# Стефания Сартори
Стефания Сартори (англ. Stefania Sartori) — венгерская порноактриса, лауреат премии AVN Awards.

## Биография
Дебютировала в порноиндустрии в 1994 году. Снималась для таких студий, как Anabolic Video, Elegant Angel, Evil Angel, Private Media Group, Sin City и другие.
В 1996 году получила AVN Awards в категории «лучшая групповая сцена, видео» за World Sex Tour, Vol. 1 совместно с Эрикой Беллой, Марком Дэвисом и Шоном Майклсом.
Ушла из индустрии в 2002 году, снявшись в 33 фильмах.

## Награды
| Год  | Награда    | Категория                     | Работа                 | Результат |
| ---- | ---------- | ----------------------------- | ---------------------- | --------- |
| 1996 | AVN Awards | Лучшая групповая сцена, видео | World Sex Tour, Vol. 1 | Победа    |

## Избранная фильмография
- World Sex Tour, Vol. 1[4] (1995)